# Риглице
Риглѝце (на полски: Ryglice) е град в Южна Полша, Малополско войводство, Тарновски окръг. Административен център е на градско-селската Риглишка община. Заема площ от 25,15 км2.

## Население
Според данни от полската Централна статистическа служба, към 1 януари 2014 г. населението на града възлиза на 2 880 души. Гъстотата е 115 души/км2.